# Julius Rasch (Landrat)

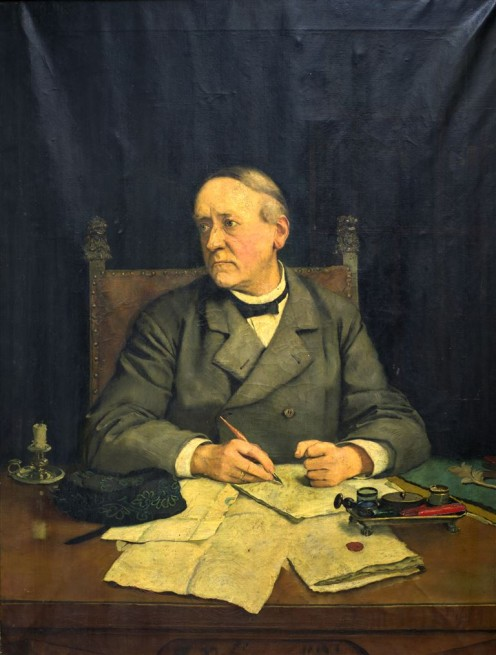
Harry Jochmus: Julius Rasch

Alexander Wilhelm Julius Rasch (* 18. August 1825 in Groß Lobke, Königreich Hannover; † 19. Januar 1898 in Hamburg) war Bürgermeister von Nienburg an der Weser und preußischer Landrat.

## Leben
Julius Rasch wurde am 18. August 1825 in Groß Lobke bei Hildesheim im Königreich Hannover als Sohn des Pächters des Klosterguts Himmelsthür und späteren Oberkommissars der königlich hannoverschen Domänenkammer Georg Rasch und der Johanna Rasch geb. v. Lüpke aus Bilm bei Ilten geboren. Julius Rasch studierte ab 1843 Rechtswissenschaft an der Georg-August-Universität Göttingen und wurde dort 1844 Mitglied des Corps Hannovera.
Ab 1853 war er Bürgermeister der Stadt Nienburg an der Weser. Ab 1864 war er als Amtsassessor in Hildesheim tätig und wurde 1868 zum Amtshauptmann (Landrat) des Landkreises Bremervörde in der preußischen Provinz Hannover ernannt, wo er bis 1876 wirkte. Ab 1876 war er Amtshauptmann im Amt Osterode und von 1885 bis 1895 der erste preußische Landrat des Landkreises Lüneburg. Er wurde zum königlich preußischen Regierungsrat ernannt. 
Am 30. November 1854 heiratete er Anna geb. Mertens (1832–1905) aus Schwiechelt bei Peine. Im Museum Lüneburg befinden sich künstlerisch bedeutsame Bildnisse des Landrats Julius Rasch und seiner Frau Anna geb. Mertens.